# Sword of the Stranger
Sword of the Stranger (jap. ストレンヂア 無皇刃譚, Sutorenjia: Mukō Hadan) ist ein japanischer Zeichentrickfilm (Anime) von Masahiro Andō aus dem Jahr 2007. Produziert wurde der Film vom japanischen Anime-Studio Bones.
Der Film ist in der Sengoku-Zeit angesiedelt und erzählt die Geschichte von dem Jungen Kotarō und seinem Hund Tobimaru, die aus anfangs unbekannten Gründen von einer Gruppe Kämpfern der Ming-Dynastie verfolgt werden. Während ihrer Flucht treffen sie auf den Rōnin Nanashi (dt. „Namenloser“). Zwischen ihnen entwickelt sich nach anfänglichem Argwohn eine tiefe Freundschaft.

## Handlung
Der Junge Kotarō flieht zusammen mit dem Mönch Shōan und seinem Hund Tobimaru vor geheimnisvollen Verfolgern. Als das Kloster, in dem sie Unterschlupf gefunden haben, von ihren Verfolgern angegriffen wird, bleibt Shōan zurück. Er gibt Kotarō noch die Anweisung, nach Akaike zu reisen und im dortigen Mangaku-Tempel bei einem Mönch namens Zekkai Hilfe zu suchen.
Auf sich alleine gestellt finden die beiden auf ihrem Weg nach Akaike Unterschlupf in einem verfallenen Tempel. Hier treffen sie auf Nanashi, der versucht, etwas von Kotarōs Mahlzeit abzugreifen. Der Rauch des Kochfeuers alarmiert aber auch die Verfolger. Diese versuchen Kotarō gefangen zu nehmen, ziehen aber unabsichtlich auch Nanashi in den Kampf hinein. Diesem gelingt es, die Angreifer zu töten. Dabei wird Tobimaru von einer vergifteten Klinge schwer verwundet. Kotarō bietet Nanashi daraufhin einen Edelstein, den er von Shōan erhielt, als Bezahlung an, wenn dieser ihnen hilft und Tobimaru überlebt.
In einem Dorf finden die drei letztendlich einen Apotheker, der eine geeignete Medizin für die Heilung Tobimarus herstellen kann. Hierdurch sind sie jedoch gezwungen, einige Tage zu rasten. Zufällig trifft Nanashi im Dorf auch auf die Kämpfer der Ming. Diese werden angeführt von Rarō, einem Schwertmeister aus dem Abendland. Dieser erkennt Nanashis Stärke und versucht, aus Spaß einen Kampf anzuzetteln. Dieser wird letztendlich von der Nachricht unterbrochen, dass die Kämpfer, die Nanashi in dem verlassenen Tempel getötet hat, aufgefunden wurden und ein weiterer Kämpfer der Ming vermisst wird.
Währenddessen bauen Arbeiter des japanischen Herrschers der Region Akaike unter Anleitung der Ming einen riesigen Tempel in dessen Schloss. Seine Zusammenarbeit mit den Ming lässt er sich gut bezahlen, misstraut ihrem Vorhaben aber. Deshalb foltert er in seinem Kerker den verschwundenen Kämpfer der Ming, den er heimlich durch seine Soldaten hat festnehmen lassen. Dieser verrät schließlich den wahren Plan der Abordnung aus China. Sie sind nach Japan gekommen, um für den Kaiser von China ein auserwähltes Kind zu finden. Opfert man dieses zu einer bestimmten Zeit, so kann aus dessen Blut angeblich ein Unsterblichkeitstrank hergestellt werden.
Durch den Verrat des Mönches Zekkai kann Kotarō schließlich von den Ming gefangen genommen werden. Nanashi erkennt den Hinterhalt zu spät und kann Kotarō nicht vor der Entführung bewahren. Dieser wird zum Altar des Tempels gebracht und soll nun geopfert werden. Währenddessen entbrennt zwischen den Soldaten aus Akaike und den Ming ein erbitterter Kampf, da es Lord Akaike nun auch auf die Möglichkeit der Unsterblichkeit abgesehen hat. Schließlich trifft auch Nanashi im Tempel ein und ihm gelingt es, die Kämpfer der Ming einen nach dem anderen zu besiegen. Es kommt zum finalen Kampf zwischen Nanashi und Rarō, in dem Nanashi schwer verwundet wird, aber die Oberhand behält.
In der letzten Szene des Films reitet Kotarō zusammen mit Tobimaru und dem schwer verwundeten Nanashi davon, um einen Neuanfang zu wagen. Ob Nanashi seine Verletzungen überlebt, bleibt offen.

## Synchronisation
| Rolle       | Japanischer Sprecher |
| ----------- | -------------------- |
| Nanashi     | Tomoya Nagase        |
| Kotarō      | Yūri Chinen          |
| Rarō        | Kōichi Yamadera      |
| Itadori     | Akio Ōtsuka          |
| Byakuran    | Atsushi Ii           |
| Shoan       | Naoto Takenaka       |
| Lord Akaike | Unshō Ishizuka       |

## Veröffentlichung
Der Film erschien am 29. September 2007 in den japanischen Kinos und wurde dann am 11. April 2008 auf DVD und Blu-ray veröffentlicht.
In Deutschland wurde das Werk von I-On New Media unter dem Label Animaze lizenziert, die es deutsch synchronisiert am 26. Februar 2010 auf Blu-ray veröffentlichten, sowie am 26. September 2014 gemeinsam mit Ninja Scroll auf der Doppel-DVD Animaze Anime Box #2.

## Rezeption
Bei Rotten Tomatoes sind 90 Prozent der über 1.900 Userbewertungen positiv.